# Coctail (album)
Coctail drugi je kompilacijski album hrvatske pop pjevačice Severine, objavljen 2005. godine u Hrvatskoj u izdanju diskografske kuće Dallas Records. Na albumu se nalazi petnaest pjesama s albuma Severina, Dalmatinka, Trava zelena, Djevojka sa sela, Pogled ispod obrva i Severgreen.

## Popis pjesama
| Br. | Skladba               | Trajanje |
| --- | --------------------- | -------- |
| 1.  | »Bojate Bane Buski«   | 3:59     |
| 2.  | »Ja samo pjevam«      | 4:10     |
| 3.  | »Mala je dala«        | 3:50     |
| 4.  | »Ante«                | 4:04     |
| 5.  | »Raste trava zelena«  | 3:36     |
| 6.  | »Mili moj«            | 3:22     |
| 7.  | »Pogled ispod obrva«  | 4:04     |
| 8.  | »Sama na sceni«       | 3:22     |
| 9.  | »Daj mi daj«          | 2:54     |
| 10. | »Dalmatinka«          | 3:39     |
| 11. | »Prijateljice«        | 3:55     |
| 12. | »Daj da biram«        | 4:15     |
| 13. | »Tvoja prva djevojka« | 4:25     |
| 14. | »Tako je to«          | 4:23     |
| 15. | »Virujen u te«        | 4:41     |